# Katarzyna Kwiatkowska (pisarka)
Katarzyna Kwiatkowska (ur. w 1976 w Poznaniu) – polska pisarka powieści kryminalnych retro, tłumaczka Elizabeth Gaskell. Do jej fascynacji należą dwory wielkopolskie, kultura i tradycje ziemiaństwa. Od dzieciństwa interesowała się literaturą kryminalną. Swoje powieści tworzy w oparciu o opracowania historyczne, dokumenty źródłowe, podróże po Wielkopolsce. Jej styl porównywany jest przez recenzentów do twórczości Agathy Christie.

## Twórczość
- powieści o Janie Morawskim[5][6]:
  - Zbrodnia w błękicie (2011, Wyd. Zysk i S-ka, ISBN 978-83-7506-549-7) – powieść nominowana w 2012 do Nagrody Wielkiego Kalibru[7], otrzymała specjalne wyróżnienie zasiadającej w jury Janiny Paradowskiej[4]
  - Abel i Kain (2013, Wyd. Novae Res)
  - Zbrodnia w szkarłacie (2015, Wyd. Znak, ISBN 978-83-240-3491-8) – powieść nominowana w 2016 do Nagrody Wielkiego Kalibru[8]
  - Zgubna trucizna (2017, Wyd. Znak, ISBN 978-83-240-4577-8)
  - Dziedzictwo (2022, Wyd. Oficynka, ISBN 978-83-67204-44-6)
- powieść o Konstancji Radolińskiej[5][6]:
  - Zobaczyć Sorrento i umrzeć (2014, Wyd. Rozpisani.pl, ISBN 978-83-940786-0-7)
- tłumaczenia[6]:
  - Elizabeth Gaskell: Północ i Południe (tytuł oryginału: North and South, 2011, Wyd. Świat Książki, ISBN 978-83-247-2498-7)
  - Elizabeth Gaskell: Cranford (tytuł oryginału: Cranford, 2012, Wyd. Poligraf, ISBN 978-83-7856-031-9)
  - Elizabeth Gaskell: Żony i córki (tytuł oryginału: Wives and Daughters, 2016, Wyd. Świat Książki, ISBN 978-83-8031-611-9)

## Nagrody
- Nagroda Poznańskiego Towarzystwa Przyjaciół Nauk za najlepszą publikację o Wielkopolsce w roku 2017 w kategorii literatury popularnonaukowej i beletrystyki[9]